# 6712 Hornstein
6712 Hornstein è un asteroide della fascia principale. Scoperto nel 1990, presenta un'orbita caratterizzata da un semiasse maggiore pari a 2,3996336 UA e da un'eccentricità di 0,1217054, inclinata di 0,96789° rispetto all'eclittica.